# Szekel
Szekel (hebr. שקל, hebr. l.mn. שקלים, szkalim; arab. شيقل) – oficjalna jednostka walutowa Państwa Izrael od 1980 roku, kiedy ogłoszono prawo ustanawiające nową walutę, do 1985 roku. Zastąpiła ona funta izraelskiego. Emitentem szekli był Bank Izraela. Propozycja druku nowych banknotów, podobnych do tych z okresu liry, zapadła już w 1978 roku, ale emisję banknotów oraz monet rozpoczęto w 1980 roku.
Jeden szekel równy był 100 nowym agorom, z kolei jedna nowa agora równała się 10 agorom. Według standardu ISO 4217 waluta ta posiadała kod ILR.
W 1985 roku szekel został zastąpiony nowym izraelskim szeklem.

## Historia
W 1969 roku Kneset przegłosował prawo zmieniające nazwę izraelskiej waluty z liry izraelskiej na szekla. Jednak datę wejścia w życie tych przepisów uzależniono od zarządzenia dyrektora Banku Izraela. W 1977 roku podjęto działania mające na celu wprowadzenie nowego prawa w życie. Rok później premier Menachem Begin oraz minister finansów Simcha Erlich zaakceptowali decyzję dyrektora Banku Izraela o emisji banknotów nowej waluty. Decyzję o emisji nowych monet podjęto później, 24 lutego 1980 roku. Ustalono, że jedna nowa agora będzie równa 10 agorom. Seria monet objęła aż dziewięć nominałów (1 agora, 5 i 10 agor, ½ szekla, 1 szekel, 5, 10, 50 i 100 szekli), co sprawiło, że była to największa liczba nominałów w Izraelu w ramach serii. Podobnie było w przypadku banknotów, obejmowały one 10 nominałów (1 szekel, 5,10, 50, 100, 200, 500, 1000, 5000, 10 000 szekli).
Wprowadzenie nowej waluty było pomysłem rządu na zastopowanie i zmniejszenie inflacji. Jednak nie przyniosło to pożądanych rezultatów, ponieważ pomiędzy 1981 rokiem a 1985 dodano do pierwszych pięciu nominałów banknotów, kolejnych pięć. Część izraelskich historyków uważa decyzję o wprowadzeniu nowej waluty za działania czysto psychologiczne i kosmetyczne.

## Etymologia nazwy
Szekel jest jednostką znaną z Biblii. Wspomina została w momencie, kiedy Abraham chciał nabyć grotę oraz kawałek pola w Hebronie od Chetytów.

Efron dał na to Abrahamowi taką odpowiedź: «Panie mój, posłuchaj mnie: ziemia warta czterysta syklów srebra – suma niewielka dla mnie i dla ciebie – pochowaj swoją zmarłą!»

W starożytności szekel (gr. síklos) stanowił jedną z jednostek wagi (np. w Syrii, Babilonii czy Egipcie), równą w przybliżeniu 1/50 części miny (11,4 g). Po roku 515 p.n.e. Dariusz I wprowadził szekla srebrnego o wadze 5,60 g (w tym okresie srebro miało wartość 13,3 razy niższą niż złoto). O tym srebrnym syklu wspomina biblijna Księga Nehemiasza (por. Ne 5,15). Również w 1 Księdze Machabejskiej jest mowa o szeklu (por. 1 Mch 10,40), była to jednak najprawdopodobniej dwudrachma, która stała się potem powszechnie używanym terminem na określenie obowiązkowego podatku na świątynię w Jerozolimie (Mt 17,24 – gr. dídrachmon). Co roku każdy żyd musiał wpłacić do skarbca świątynnego półsykla z Tyru, czyli dwudrachmę. Rabini zalecali tę monetę ze względu na jej doskonałą jakość. Srebrnymi szeklami z Tyru były prawdopodobnie monety, które otrzymał Judasz Iskariota za wydanie Jezusa (gr. argýrion – jako określenie jej ciężaru; por. Mt 26,14–16), za które potem kupiono tzw. Pole Garncarza (por. Mt 27,3 nn). Współczesna nazwa waluty izraelskiej odwołuje się właśnie do tej, z czasów biblijnych.

## Banknoty i monety

### Banknoty
| Nominał banknotu | Grafika | Data emisji       | Data wycofania  | Wymiary     | Portret                    | Opis |
| ---------------- | ------- | ----------------- | --------------- | ----------- | -------------------------- | --- |
| 1 ILR            |         | 24 lutego 1980    | 4 września 1986 | 135 X 76 mm | Mojżesz Montifiori         | Awers przedstawia portret Mojżesza Montifiori z wiatrakiem w tle, co ma symbolizować pierwszą żydowską dzielnicę Jerozolimy. Na rewersie znajduje się Brama Jafy.                         |
| 5 ILR            |         | 24 lutego 1980    | 4 września 1986 | 141 X 76 mm | Chaim Weizman              | Awers przedstawia pierwszego prezydenta Izraela Chaima Weizmana. Na rewersie Brama Damasceńska.                                                                                           |
| 10 ILR           |         | 24 lutego 1980    | 4 września 1986 | 147 X 76 mm | Theodor Herzl              | Awers przedstawia Theodora Herzla na tle wejścia na cmentarz na Wzgórzu Herzla w Jerozolimie. Rewers przedstawia Bramę Syjonu.                                                            |
| 50 ILR           |         | 24 lutego 1980    | 4 września 1986 | 153 X 76 mm | Dawid Ben Gurion           | Awers ukazuje pierwszego premiera Izraela Dawida Ben Guriona na tle biblioteki kibucu Sde Boker. Rewers przedstawia Złotą Bramę.                                                          |
| 100 ILR          |         | 11 grudnia 1980   | 4 września 1986 | 159 X 76 mm | Ze’ew Żabotyński           | Awers ukazuje przywódcę syjonizmu rewizjonistycznego Ze’ewa Żabotyńskiego na tle gospody Szuni. Rewers przedstawia Bramę Heroda.                                                          |
| 500 ILR          |         | 1 grudnia 1982    | 4 września 1986 | 138 X 76 mm | Edmond James de Rothschild | Awers ukazuje Edmonda Jamesa de Rothschilda na tle rolników. Rewers przedstawia kiść winogron.                                                                                            |
| 1000 ILR         |         | 17 listopada 1983 | 4 września 1986 | 138 X 76 mm | Majmonides                 | Awers ukazuje portret Majmonidesa na tle Miszne Tora. Rewers przedstawia Tyberiadę, miejsce pochówku Majmonidesa.                                                                         |
| 5000 ILR         |         | 9 sierpnia 1984   | 4 września 1986 | 138 X 76 mm | Lewi Eszkol                | Awers przedstawia premiera Lewiego Eszkola na tle Jerozolimy. Symbolika rewersu nawiązuje do projektu Eszkola – narodowego systemu wodnego.                                               |
| 10 000 ILR       |         | 27 listopada 1984 | 4 września 1986 | 138 X 76 mm | Golda Meir                 | Awers przedstawia Goldę Meir na tle drzewa stylizowanego na gwiazdę Dawida. Rewers przedstawia zdjęcie Żydów przed moskiewską synagogą, w którym była Meir jako ambasador Izraela w ZSRR. |

### Monety
| Nominał monety | Grafika | Data             | Data            | Parametry                | Parametry | Parametry | Opis |
| Nominał monety | Grafika | Wprowadzenia     | Wycofania       | Stop                     | Waga      | Średnica  | Opis |
| -------------- | ------- | ---------------- | --------------- | ------------------------ | --------- | --------- | --- |
| 1 nowa agora   |         | 24 lutego 1980   | 4 września 1985 | 97% aluminium, 3% magnez | 0,6 g     | 15 mm     | Awers przedstawia palmę daktylową i nazwę państwa w językach arabskim i hebrajskim. Rewers zawiera nominał monety, napis „Agora” po hebrajsku oraz rok zapisany po hebrajsku.                                                                                  |
| 5 nowych agor  |         | 24 lutego 1980   | 4 września 1985 | 97% aluminium, 3% magnez | 0,9 g     | 18,5 mm   | Awers przedstawia herb Izraela, nazwę państwa w językach arabskim, angielskim i hebrajskim. Rewers zawiera nominał monety, napis „Agora” po hebrajsku oraz rok zapisany po hebrajsku.                                                                          |
| 10 nowych agor |         | 24 lutego 1980   | 4 września 1985 | miedzionikiel            | 2,1 g     | 16 mm     | Awers przedstawia herb Izraela, nazwę państwa w językach arabskim, angielskim i hebrajskim oraz trzy owoce granatu. Rewers zawiera nominał monety, napis „Agora” po hebrajsku oraz rok zapisany po hebrajsku.                                                  |
| ½ ILR          |         | 24 lutego 1980   | 4 września 1985 | miedzionikiel            | 3 g       | 20 mm     | Awers przedstawia herb Izraela, nazwę państwa w językach arabskim, angielskim i hebrajskim. Rewers zawiera nominał monety między dwoma gwiazdkami, lwa z pieczęci z Megiddo, napis „Szekel” po hebrajsku oraz rok zapisany po hebrajsku.                       |
| 1 ILR          |         | 22 stycznia 1981 | 4 września 1985 | miedzionikiel            | 5 g       | 23 mm     | Awers przedstawia kielich oraz napis „Szekel Israel” po hebrajsku. Rewers zawiera herb Izraela, nazwę państwa w językach arabskim, angielskim i hebrajskim, nominał monety, napis „Szekel” po hebrajsku oraz rok zapisany po hebrajsku.                        |
| 5 ILR          |         | 10 września 1981 | 4 września 1985 | brązal                   | 6,1 g     | 24 mm     | Awers przedstawia herb Izraela, nazwę państwa w językach arabskim, angielskim i hebrajskim oraz dwa rogi obfitości. Rewers zawiera nominał monety między dwoma gwiazdkami, napis „Szekle” po hebrajsku oraz rok zapisany po hebrajsku.                         |
| 10 ILR         |         | 25 lutego 1982   | 4 września 1985 | miedzionikiel            | 8 g       | 26 mm     | Awers przedstawia herb Izraela, nazwę państwa w językach arabskim, angielskim i hebrajskim oraz starożytną galerę. Rewers zawiera nominał monety między dwoma gwiazdkami, napis „Szekle” po hebrajsku oraz rok zapisany po hebrajsku.                          |
| 50 ILR         |         | 8 marca 1984     | 4 września 1985 | brązal                   | 9 g       | 28 mm     | Awers przedstawia herb Izraela, nazwę państwa w językach arabskim, angielskim i hebrajskim oraz wizerunek monety z czasów wojny żydowskiej. Rewers zawiera nominał monety między dwoma gwiazdkami, napis „Szekle” po hebrajsku oraz rok zapisany po hebrajsku. |
| 100 ILR        |         | 2 maja 1984      | 4 września 1985 | miedzionikiel            | 10,8 g    | 29 mm     | Awers przedstawia herb Izraela, nazwę państwa w językach arabskim, angielskim i hebrajskim oraz odwołanie do monety z czasów Antygona. Rewers zawiera nominał monety, napis „Szekle” po hebrajsku oraz rok zapisany po hebrajsku.                              |